# Velódromo de Son Espanyolet
El Velódromo de Son Espanyolet fue una pista de ciclismo en pista al aire libre de Palma (Islas Baleares, España) activa entre 1893 y 1903. Desapareció hacia 1911.

## Historia
La pista fue inaugurada el 4 de junio de 1893 a instancias de la Sociedad Velocipedista de Palma, primer club fundado para la práctica del ciclismo en la ciudad. Era una construcción muy rústica, con tribuna de madera, peraltes poco inclinados y pista de tierra de 212 metros de cuerda. La finca ni siquiera estaba cercada.
Dada su mala calidad apenas duró un año. Los nuevos propietarios de la pista, el Velódromo Palmesano, decidieron rehacerla e inaugurarla nuevamente el 29 de julio de 1894, utilizando piedra en su construcción y cercado. Esta instalación, de mayor solidez, duró algunos años más.
En 1897 el Círculo Ciclista de Palma alquila la pista y lleva a cabo una nueva reforma de la instalación. Se inauguró en 12 de junio de 1898, aumentando la inclinación de los peraltes y sustituyendo la pista de tierra por otra de asfalto y de 258,66 metros de cuerda. Esta construcción sería la más sólida y perdurable de todas.
A partir del siglo XX el número de carreras ciclistas disputadas en la pista cesa hasta desaparecer y los socios del Círculo Ciclista utilizan la pista para otros usos, como partidos de tenis, o el incipiente fútbol a partir de 1902. Después de la inauguración del Velódromo de Tirador en 1903, dada la superioridad de éste a todos los niveles, Son Espanyolet deja de funcionar definitivamente como velódromo.
Desde entonces queda semiabandonado y solo se celebran algunos partidos de fútbol en su espacio central. En junio de 1911 pudo ser sede de un festival de hípica, que finalmente se celebra en otro lugar, pero que indica que la pista aún subsistía. En 1912 los propietarios de la finca tramitaban la urbanización de los terrenos del velódromo, de lo que se deduce que iba a ser demolido o ya había desaparecido.
Ha sido la primera de las cuatro pistas ciclistas existentes en la ciudad. Después existió el Velódromo de Tirador (inaugurado en 1903 y cerrado en 1973), después el Velódromo de Son Moix (1987) y finalmente el Palma Arena (2007).

## Situación
Aparte de que estuvo situado en el barrio palmesano de Son Espanyolet, actualmente no hay ningún indicio de su ubicación exacta; pero se especula con que pudo estar en la manzana situada entre las calles Joan Crespí, Cabrit i Bassa, Miquel Porcel y Llibertat. La calle Joan Bauzà Mestre, que acaba su recorrido frente a esta manzana, llevó el nombre de Calle del Velódromo desde los años 20 hasta los años 80; posiblemente recibió este nombre por ser el vial que daba acceso directo a la pista.

## Eventos
La pista acogió los primeros campeonatos regionales que se celebraron en Baleares a partir de 1893, en la modalidad de velocidad (la única existente en aquel entonces): 1893, 1894, 1895, 1898 y 1900.